# 南威廉森 (肯塔基州)
南威廉森（英語：South Williamson）是位於美國肯塔基州派克縣的一個人口普查指定地區。

## 人口
根據2020年美國人口普查的數據，南威廉森的面積為5.11平方千米，當中陸地面積為5.11平方千米，而水域面積為0.00平方千米。當地共有人口562人，而人口密度為每平方千米109.98人。